# إيف لاكوست
إيف لاكوست (7 سبتمبر 1929) جغرافي وجيوسياسي فرنسي. ولد بمدينة فاس المغرب.

## حياته
أسس المجلة الجيوسياسية الفرنسية هيرودوت في عام 1976 ونشر عملاً هز الأكاديمية الفرنسية (بالفرنسية: La Géographie ça sert d'abord à faire la guerre.) كانت فرضيتها الرئيسية أن «الجغرافيا كانت شكلاً من أشكال المعرفة الاستراتيجية والسياسية، ومركزية للاستراتيجية العسكرية وممارسة السلطة السياسية». اشتهر لاكوست شهرة دولية في عام 1972 أثناء حرب فيتنام بعد نشر تحليل جنائي مكاني لحملة قصف لدلتا النهر الأحمر قامت بها الولايات المتحدة. واتفق مع مزاعم حكومة شمال فيتنام بأن الولايات المتحدة تعمدت استهداف البنية التحتية المائية للنهر في محاولة لإحداث فيضانات وإحداث خسائر كبيرة في صفوف المدنيين، ووصفت بأنها جريمة حرب.
وهو حاليًا محرر مشارك لـدورية هيرودوت مع بياتريس جيبلين ورئيس المعهد الفرنسي للجغرافيا السياسية (المعهد الفرنسي للجيوسياسة) في جامعة باريس 8. 

## فهم الجغرافيا السياسية
لعب لاكوست دورًا رئيسيًا في إحياء كلمة الجغرافيا السياسية باللغتين الفرنسية والإنجليزية. فقد شوهت الكلمة لارتباطها بالنظام النازي بسبب الجيوسياسي الألماني كارل هاوسهوفر. بالتركيز على الأبعاد المكانية للشؤون السياسية يعرِّف لاكوست الجغرافيا السياسية بأنها دراسة تنافسية السُّلْطات على الأراضي وتجري على مستويات مختلفة من التحليل: عالمية أو قارية أو وطنية أو إقليمية أو حتى محلية.
في عمل سابق، La Géographie du sous-développement ، اقترح لاكوست تفسيرًا مكانيًا للتخلف.

## كتاباته
- Les Pays Sous-développés (1959)
- Géographie du sous-développement (1965)
- ابن خلدون - Naissance de l'histoire du Tiers-Monde (1965)
- La Géographie ça sert d'abord à faire la guerre (1976)(ردمك 2-7071-0815-4)
- Contre les anti-tiersmondistes et contre certains tiersmondistes (1985)
- Géopolitique des régions françaises (1986)
  - المجلد 1: La France septentrionale
  - المجلد 2: La Façade atlantique
  - المجلد 3: La France du sud-est
- Dictionnaire de Géopolitique (1993)(ردمك 2-08-035101-X)
- Dictionnaire géopolitique des États (1994)(ردمك 2-08-035104-4)
- La Légende de la terre (1996)(ردمك 2-08-035446-9)
- Vive la Nation - Destin d'une idée géopolitique (1998)(ردمك 2-213-59613-1)
- L'Eau des hommes (2002)(ردمك 2-7022-0628-X)
- De la Géopolitique aux Paysages. Dictionnaire de la Géographie (2003)(ردمك 2-200-26538-7)
- المغرب العربي والشعب والحضارة (2004)(ردمك 2-7071-4432-0)
- جيوبوليتيك. La longue Histoire d'aujourd'hui (2006)(ردمك 2-03-505421-4)
- L'Eau dans le monde : les batailles pour la vie (2006)(ردمك 2-03-582578-4)
- Géopolitique de la Méditerranée (2006)(ردمك 2-200-26840-8)